# 남창진
남창진(1952년 11월 16일 ~ )은 대한민국의 정치인이다. 송파구의원을 지냈으며 제9·11대 서울특별시의회 의원이다.

## 학력
- 한양대학교 공공정책대학원 지방자치학과 졸업(행정학 석사)

## 경력
- 바르게살기운동 송파구협의회 회장
- 한나라당 서울시당 송파구 갑 당원협의회 부위원장
- 2010.07 ~ 2014.04: 제6대 서울특별시 송파구의회 의원
- 국민의힘 송파갑 단원협의회 운영위원
- 제20대 대통령선거 국민의힘 선거대책본부 조직본부 미래통합위원회 지방자치위원장
- 2014.07 ~ 2018.06: 제9대 서울특별시의회 의원
- 2022.07 ~ : 제11대 서울특별시의회 의원
  - 2022.07 ~ 2024.06: 제11대 서울특별시의회 전반기 부의장
  - 2022.07 ~ : 제11대 서울특별시의회 전·후반기 도시안전건설위원회 위원

## 역대 선거 결과
|  | 26.75% |

|  | 52.77% |

|  | 34.36% |

|  | 61.02% |